# Abraham Hyacinthe Anquetil-Duperron
Abraham Hyacinthe Anquetil-Duperron (Parigi, 7 dicembre 1731 – Parigi, 17 gennaio 1805) è stato un orientalista francese.

## Biografia
Abraham Hyacinthe Anquetil-Duperron nacque a Parigi il 7 dicembre 1731. Fratello di Louis-Pierre Anquetil, riuscì a procurarsi i testi sacri dell'Avestā durante un soggiorno in India (1755-1761); dopo averli tradotti in francese, li presentò all'Occidente nel 1771.

## Antefatti
Nel 1754, Michelangelo-André Le Roux Deshauterayes, professore di arabo al Collège Royal, mostrò ad Anquetil un facsimile di quattro fogli della Vendidad Sade, inviatagli dallo zio  Michel Fourmont, negli anni Trenta del Settecento con la speranza che qualcuno riuscisse a decifrarlo. L'originale si trovava alla Bodleian Library di Oxford, ma la scrittura non era stata riconosciuta, così il manoscritto era stato collocato in una scatola incatenata a un muro vicino all'ingresso della biblioteca e mostrato pubblicamente. Alla Bodleian Library c'era anche la collezione di manoscritti di James Fraser (1713–1754). Fraser era tornato in Gran Bretagna con circa 200 manoscritti in sanscrito e avestico, che intendeva tradurre, ma morì prematuramente il 21 gennaio 1754.
Nel suo successivo diario di viaggio, Anquetil è aspramente critico nei confronti degli inglesi, sia del "fallimento" di Fraser nel realizzare ciò che intendeva, sia del fallimento della Bodleian Library nel rendersi conto che i manoscritti di Thomas Hyde, anche questi in possesso della Bodleian Library, includevano una tabella di traslitterazione per la Avestā. Giocando sull'antipatia francese nei confronti degli inglesi, nel suo diario di viaggio affermò in seguito che dopo aver visto le pagine in facsimile del manoscritto di Oxford, decise di "arricchire il [suo] paese con quell'opera singolare" e la sua traduzione. C'era un interesse del governo nell'ottenere manoscritti orientali; Anquetil-Duperron ottenne una missione dal governo per farlo, ma, non potendo permettersi il viaggio in India, si arruolò come soldato comune per la Compagnia francese delle Indie orientali il 2 o 7 novembre 1754. Marciò con la compagnia di reclute dalle prigioni parigine fino al porto atlantico di L'Orient, dove una spedizione si preparava a partire. I suoi amici si assicurarono il suo congedo e, il 7 febbraio 1755, il ministro, toccato dal suo zelo romantico per la conoscenza, gli concesse il libero passaggio, un posto alla tavola del capitano, un'indennità di 500 lire dalla biblioteca e una lettera di presentazione al governatore francese in India che gli avrebbe dato diritto a un piccolo stipendio mentre era lì. Anquetil-Duperron lasciò la Francia come passeggero libero il 24 febbraio 1755.